# Zaibatsu
Zaibatsu (japansk: zaibatsu,  財閥) var store japanske konglomerater under landets tidlige industrialisering. Virksomhederne havde oftest en stor bankdel og en stor industridel, og var familieejede. De fire store konglomerater, Mitsubishi, Mitsui, Sumitomo og Yasuda, har aner tilbage til Edo-perioden.
Juridisk set ophørte zaibatsuerne under de allieredes besættelse af Japan, da familiernes ejendele blev beslaglagt, og virksomhederne blev gjort illegale. De blev delvist efterfulgt som keiretsu.